# Александра Крстић
Александра Крстић (Нови Сад, 8. јун 1992) српска је кик-боксерка.
На Европским играма 2023. освојила је златну медаљу у категорији до 70 кг.